# Аспен-Парк (Колорадо)
Аспен-Парк (англ. Aspen Park) — переписна місцевість (CDP) в США, в окрузі Джефферсон штату Колорадо. Населення — 810 осіб (2020).

## Географія
Аспен-Парк розташований за координатами 39°32′31″ пн. ш. 105°17′51″ зх. д. / 39.54194° пн. ш. 105.29750° зх. д. (39.541812, -105.297514).  За даними Бюро перепису населення США в 2010 році переписна місцевість мала площу 6,64 км², з яких 6,63 км² — суходіл та 0,02 км² — водойми.

## Демографія
Згідно з переписом 2010 року, у переписній місцевості мешкали 882 особи в 346 домогосподарствах у складі 253 родин. Густота населення становила 133 особи/км².  Було 374 помешкання (56/км²).
Расовий склад населення:
| - 95,5 % — білих - 1,7 % — азіатів - 0,2 % — чорних або афроамериканців - 0,1 % — корінних американців |

До двох чи більше рас належало 1,8 %. Частка іспаномовних становила 3,1 % від усіх жителів.
За віковим діапазоном населення розподілялося таким чином: 23,1 % — особи молодші 18 років, 68,7 % — особи у віці 18—64 років, 8,2 % — особи у віці 65 років та старші. Медіана віку мешканця становила 45,3 року. На 100 осіб жіночої статі у переписній місцевості припадало 106,1 чоловіків;  на 100 жінок у віці від 18 років та старших — 106,1 чоловіків також старших 18 років.
Середній дохід на одне домашнє господарство  становив 82 897 доларів США (медіана — 66 563), а середній дохід на одну сім'ю — 92 260 доларів (медіана — 72 411). Медіана доходів становила 60 568 доларів для чоловіків та 43 750 доларів для жінок. За межею бідності перебувало 9,9 % осіб, у тому числі 9,4 % дітей у віці до 18 років та 0,0 % осіб у віці 65 років та старших.
Цивільне працевлаштоване населення становило 360 осіб. Основні галузі зайнятості: освіта, охорона здоров'я та соціальна допомога — 35,0 %, науковці, спеціалісти, менеджери — 18,6 %, виробництво — 10,6 %, роздрібна торгівля — 6,7 %.